# Станозолол

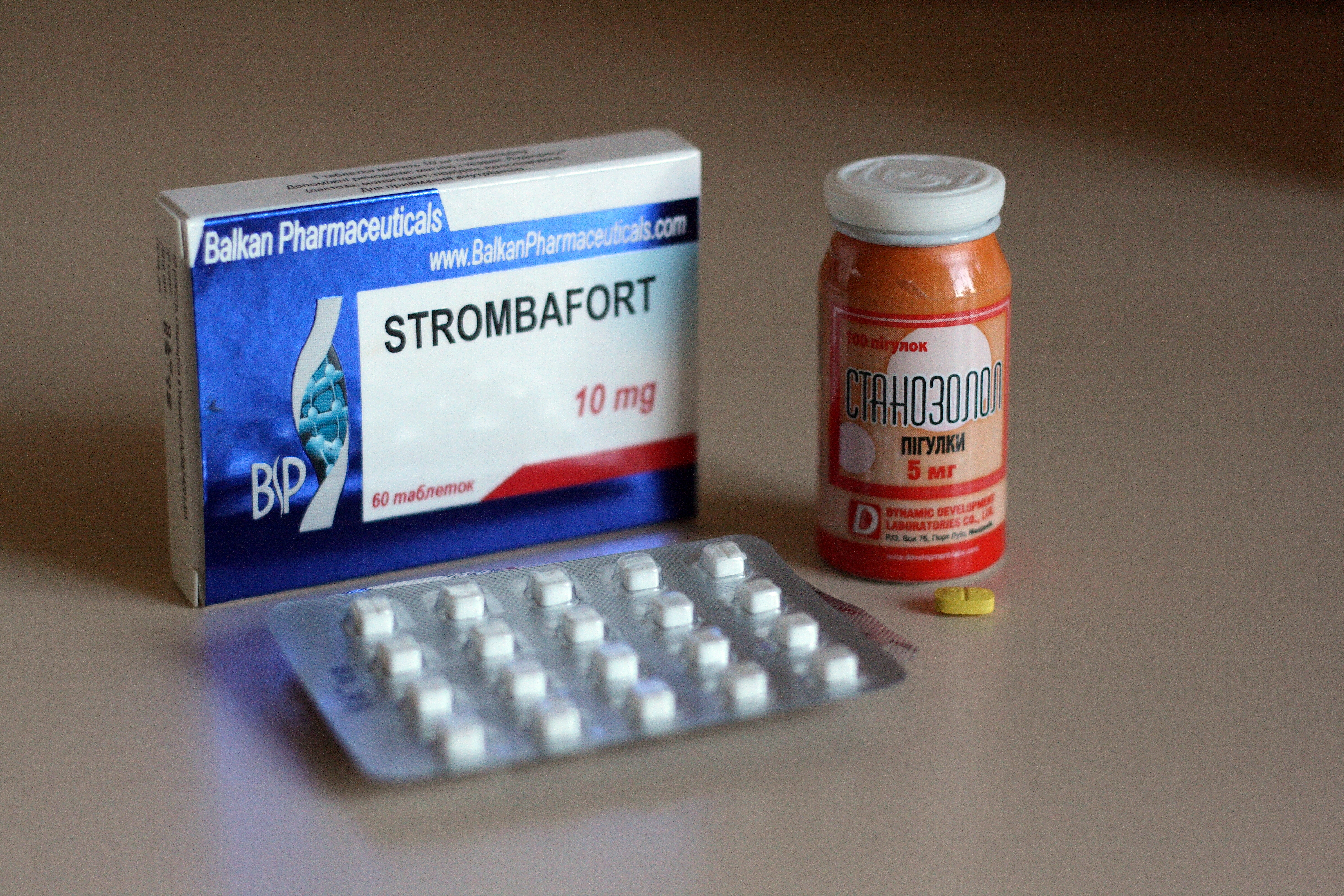
Станозолол, выпускаемый под собственным названием и под торговой маркой Стромбафорт

Станозоло́л — анаболический стероидный препарат, производное дигидротестостерона (отличается замещенной на +3,2-пиразол карбонильной группой 3-й позиции и метилом в 17α-позиции). Станозолол является антагонистом прогестерона.
Полностью запрещённый к применению в спорте препарат, неофициально используется спортсменами в качестве допинга, а также в бодибилдинге, боксе, спортивной борьбе, смешанных единоборствах, лёгкой атлетике, тяжёлой атлетике и во многих других видах спорта. Использовался также как допинг для скаковых лошадей.

## Использование в качестве допинга
Один из широко применявшихся стероидных допинг-препаратов. Его нашли у таких бегунов, как Бен Джонсон, Ольга Шишигина, Юлия Чермошанская, бодибилдеров Шона Рэя и Нимрода Кинга, у боксера Джеймса Тони, бобслеиста Дмитрия Труненкова , а также у многих других спортсменов самых различных видов спорта.
Несмотря на риск развития вирилизма, станозолол используется женщинами, занимающимися силовыми видами спорта, как сравнительно менее опасный. Приём станозолола приводит в большей мере не к набору мышечной массы, а рельефности основных мышц .
Если принять анаболическо-андрогенное воздействие тестостерона за 1, то этот коэффициент для нандролона составит 10 и для станозолола — 30. По сравнению с тестостероном станозолол в два раза более активен как анаболический агент, и на треть менее активен в качестве андрогена.
Исследование 1986 года показало, что введение низких доз станозолола (10 мг в день) бегунам в течение 6 недель не даёт прироста в максимальной скорости и повышения анаэробного порога, но заметно подавляет содержание тестостерона в крови. Согласно данным другого исследования, двухнедельное введение 10 мг станозолола здоровым мужчинам привело к падению содержания тестостерона в крови на 55% и ряду других гормональных изменений.
После того как были разработаны точные способы обнаружения станозолола, использование его в профессиональном спорте пошло на убыль. Наряду с нандролоном, кленбутеролом, метандростенолоном и метилтестостероном входит в «большую пятерку» допинг-препаратов, которые лаборатории обязаны определять с максимальной чувствительностью.

### Лекарственные формы
Станозолол выпускается как в оральной, так и в инъекционной формах. Инъекционный станозолол — водная суспензия. При внутримышечном введении эффективность станозолола приблизительно в полтора раза выше.

## Фармакологическое действие (по данным производителя)[11]
Проникая в ядро клетки, станозолол активизирует генетический аппарат клетки, что приводит к увеличению синтеза ДНК, РНК и структурных белков, активации ферментов звена и усилению тканевого дыхания, окислительного фосфорилирования, синтеза АТФ и накоплению макроэргов в клетке. Стимулирует анаболические и подавляет катаболические процессы, вызванные глюкокортикоидами. Улучшает трофику тканей, способствует отложению кальция в костях, задерживает в организме азот, фосфор, серу. Гемопоэтическое действие связано с увеличением синтеза эритропоэтина. Противоаллергическое действие обусловлено повышением концентрации С1 фракции комплемента. Андрогенная активность может способствовать развитию вторичных половых признаков по мужскому типу.

## Показания к лекарственному применению
В комплексной терапии:
- Нарушение синтеза белков, кахексия различного происхождения[11];
- Травмы, ожоги, до- и послеоперационные периоды, период восстановления после инфекционных болезней и облучения[11];
- Токсический зоб, мышечная дистрофия, остеопороз, отрицательный азотистый баланс при кортикостероидной терапии, гипо- и апластическая анемия[11].

## Противопоказания к лекарственному применению
- Повышенная чувствительность к компонентам препарата[11];
- Рак предстательной железы у мужчин, рак молочной железы у женщин, карцинома молочной железы у женщин с гиперкальциемией[11];
- Ишемическая болезнь сердца, атеросклероз[11];
- Печёночная и почечная недостаточность[11];
- Острый и хронический простатит[11];
- Период беременности и кормления грудью[11];
- Детский возраст[11].

## Побочные эффекты
Аналогичны другим стероидам. Гепатотоксичен (в оральной, так и в инъекционной формах), оказывает негативное воздействие на простату.
Может способствовать выпадению волос и появлению угревой сыпи (акне). Препарат незначительно подавляет производство эндогенного тестостерона и не приводит к возникновению гинекомастии.
У женщин может привести к выраженной вирилизации. Станозолол может также привести к повышению артериального давления, он увеличивает количество "плохого" холестерина (что может привести к ишемической болезни сердца). По данным производителя станозолола (стромбафорта) его применение может вызвать у женщин угнетение функции яичников, нарушения менструального цикла, гиперкальциемию. У мужчин: препубертатный период — симптомы вирилизации, идиопатическая гиперпигментация кожи, замедление или прекращение роста (кальцификация ростовых зон трубчатых костей), в постпубертатном периоде — раздражение мочевого пузыря, гинекомастия, приапизм; в пожилом возрасте — гипертрофия и / или карцинома предстательной железы. Другие побочные эффекты согласно с данными производителя включают прогрессирование атеросклероза, периферические отёки, диспепсические расстройства, нарушения функции печени с желтухой, изменения в лейкоцитарной формуле, боли в длинных трубчатых костях, гипокоагуляция со склонностью к кровотечениям.
Исследование 1989 года показало, что оральный приём 6 мг станозолола в день штангистами в течение 6 недель привёл к снижению содержания липопротеинов высокой плотности («хорошего холестерина») в крови на 33% и одновременному повышению липопротеинов низкой плотности («плохого холестерина») на 29%; при этом прибавка веса у тех, кто принимал станозолол примерно совпадала с теми участниками исследования, которые принимали 200 мг тестостерона энантата в неделю.